# Sekkei-ji
Sekkei-ji (雪蹊寺) est le 33e temple du pèlerinage de Shikoku. 
Il situé sur la municipalité de Kōchi, préfecture de Kōchi, au Japon.
On y accède, depuis le temple 32 Zenjibu-ji, après une marche d'environ 8 km.
Selon la tradition, Kukai a fondé ce temple au début du IXe siècle sous le rite Shingon pendant l'ère Enryaku (782-806). Durant l'ère Tenshō (1573-1592), le temple a été attribué à la secte Rinzai qui appartient au rite zen du bouddhisme. Le seigneur de guerre (Daimyo) Chōsokabe Motochika en a fait à cette période son temple familial. 
En 2015, le Sekkei-ji est désigné Japan Heritage avec les 87 autres temples du pèlerinage de Shikoku.